# مستر جونز (فلم)
مستر جونز (بالإنجليزية: Mr. Jones) فيلم دراما رومانسي أمريكي من إنتاج سنة 1993، ومن بطولة ريتشارد جير وتمثيل لينا أولين وآن بانكروفت وتوم أيروين وديلروي ليندو؛ ومن إخراج مايك فيغيز.
عند إصداره احتل الفيلم المرتبة السابعة في صندوق التذاكر في الولايات المتحدة.

## روابط خارجية
- مقالات تستعمل روابط فنية بلا صلة مع ويكي بيانات